# Кок, Оскар де
Оскар де Кок (фр. Oscar de Cock; 1881, Гент — XX век) — бельгийский гребец, серебряный призёр летних Олимпийских игр 1900.
Кок на Играх участвовал только в соревнованиях восьмёрок. Его команда заняла второе место сначала в полуфинале, а потом в финале, выиграв серебряную медаль.